# 横山沙季
横山 沙季（よこやま さき）は、日本の水彩画画家である。山口県宇部市出身、現在は山口県宇部市で活動中。銀の鈴社から出版されている2014子どものための少年誌集に参加し作品を掲載している。この少年誌集は全国の図書館、市町村の副教材冊子などへ配布されている。

## 来歴

### 幼年-高校時代
小さい頃から変わり者で友達も少なかったが、中学から高校までの青春時代を卓球部に費やす。
高校では宇部市で個人戦で3位になったことが2回ある。

### 大学時代
山口芸術短期大学に進学(ビジュアル情報デザインコース）

### 社会人
山口市井筒屋に勤務。距離の関係で宇部市井筒屋へ。
現在は、書店員として働きながら宇部市で創作活動中。

## 受賞歴
- 講談社鳥のイラストコンテスト　佳作 　　2005年
- 弟4回KFS創作絵本グランプリ　入選 　　2010年
- 文芸思潮　表紙イラストコンテスト　優秀賞　　2013年
- 銀の鈴社主催2014子どものための少年誌集絵画作品[2]。 優秀賞 2014年

## 個展
- デザインフェスタvol 35,36出展  2012年
- デザインフェスタギャラリーEAST 出展 　2012年
- Gallery KOMPIS なかま、ともだち合同展　出展 　2012年
- 株式会社 TAMARU 店内展示(山口県山口市) 　2014年
- Cafe Gallery藍場川の家にて単独個展"少女がみつめる景色の先へ”(山口県萩市)　2015年
- Cafe Gallery藍場川の家にて単独個展"雨の景色展"(山口県萩市)　2015年

## イベント
- 「スペインフェスタ　ART-UNIT 米屋町出張所」山口県山口市　地域イベント] 2013年